# Eh Joe
Eh Joe es una obra para la televisión escrita en inglés por Samuel Beckett. Al menos trece versiones se han conservado en video, lo que convierte en la obra creada por Beckett que más producciones televisivas ha tenido.

## Sinopsis
Una voz incorpórea dirige un monólogo a un actor que está solo en una habitación. La voz le recuerda a Joe una historia de amor pasada que terminó trágicamente porque Joe llevó a la mujer al suicidio.
Toda la obra se registra mediante un solo plano que se desplaza desde un plano largo hasta un primer plano del rostro de Joe.

## Personajes

### Joe
La obra comienza con Joe, un hombre de cabello gris de casi cincuenta años, sentado solo en una habitación arquetípica de Beckett. Lleva una bata vieja y un par de pantuflas.
Como un niño pequeño, buscando monstruos, Joe recorre metódicamente su habitación, mientras es seguido por la cámara:
1. levantarse, ir a la ventana, abrir la ventana, mirar hacia afuera, cerrar la ventana, correr la cortina, estar de pie.
2. ir de ventana a puerta, abrir puerta, mirar hacia afuera, cerrar puerta, trabar puerta, ver dibujo colgando delante de la puerta, estar de pie.
3. ir de puerta en armario, abrir armario, mirar dentro, cerrar armario, cerrar armario con llave, dibujar colgando delante del armario, estar de pie.
4. ir del armario a la cama, arrodillarse mirando debajo de la cama, levantarse, sentarse en el borde de la cama como al ser descubierto, comenzar a relajarse.[3]

La cámara corta a un primer plano de Joe. Sus ojos están cerrados, sus rasgos relajados. Beckett indica que el primer plano debe comenzar con la cámara a una yarda (1 m) de su cara y avanzar gradualmente a lo largo de la pieza. Indica nueve descansos donde la cámara puede moverse cuatro pulgadas (102 mm) cada vez más cerca. Al final de la obra, la cámara literalmente lo mira a los ojos. "El número nueve a menudo se ha asociado con la muerte", por ejemplo, hay nueve círculos en la visión de Dante del infierno.
Cuando la mujer comienza a hablar, Joe abre los ojos y su rostro muestra una expresión de "intención". Está atrapado, que es como Beckett se refirió a la habitación en Film; la situación aquí es muy similar, de hecho, Beckett originalmente tenía a Joe en un asiento como O, pero luego decidió que "una imagen más reveladora para un seductor sería estar solo en una cama". 
La voz pronuncia nueve breves discursos durante los cuales Beckett requiere que el actor permanezca prácticamente inmóvil y que mire sin parpadear, aunque no directamente, al lente de la cámara, una exigencia extraordinaria de moderación física para cualquier actor, aunque en realidad hubo casos en los que, durante el rodaje, MacGowran cerró los ojos para lograr el efecto (por ejemplo, después de la palabra "Gillette", cierra los ojos y su rostro hace una mueca de dolor). Solo durante los breves intervalos, mientras la cámara se mueve, puede relajar la mirada momentáneamente. A pesar de estos descansos sin guion, MacGowran describió el papel como "los veintidós minutos más agotadores que he tenido en mi vida", pero también admitió que fue la única vez que estuvo "completamente satisfecho con su trabajo". Escribió más tarde:

Realmente es fotografiar la mente. Es la obra de teatro perfecta para la televisión, porque la cámara de televisión fotografía la mente mejor que cualquier otra cosa.
Jack MacGowran, Beckett and the (Un)Changing Image of the Mind.

### Voz
A medida que la cámara se mueve, pero no mientras se mueve, se escucha la voz de una mujer dirigiéndose a Joe. Beckett especifica que la voz debe ser la siguiente: "Baja, distinta, remota, poco color, ritmo absolutamente constante, un poco más lenta de lo normal". El tono es acusatorio. Nancy Illig describe el tipo de entrega que resultó de su trabajo con Beckett en 1966, como un “martilleo entrecortado”. "La voz se convierte en un dispositivo técnico, a la par de la plataforma rodante". En la grabación original, “la falta de color de la voz a la que apuntaba Beckett se logró colocando un micrófono justo contra la boca [de la actriz] y, mientras se grababa su voz, se filtraron las frecuencias altas y bajas”.
Billie Whitelaw, quien finalmente consiguió el papel en 1989, recuerda:

Para Eh Joe, fui a París y vi a Sam. Lo leímos juntos. Lo encontré insoportablemente conmovedor, pero lo leímos y él siguió golpeándome la nariz, que no es ni aquí ni allí, muy dulce, y lo leímos y él siguió diciendo, como siempre, "Sin color, sin color" y "lento". Quiero decir más lento de lo que nunca lo había visto antes, incluso más lento que en Footfalls: absolutamente plano; absolutamente en un tono monótono.
Billie Whitelaw, Beckett Remembering: Remembering Beckett.

## Desarrollo
Beckett comenzó a escribir la obra el 13 de abril de 1965, día de su cumpleaños 59, y la terminó el 1 de mayo del mismo año. En ese plazo, escribió seis textos mecanografiados: cinco sin fecha (numerados del 0 al 4) y la versión definitiva de la obra.
Aunque Eh Joe fue grabada por la BBC, hubo demoras en ponerla al aire y esto permitió que la versión alemana fuera la primera en ser televisada. La traducción alemana fue realizada por Elmer y Erika Tophoven e interpretada por Deryk Mendel (Joe) y Nancy Illing (la voz de la mujer). La dirección fue del propio Beckett, que dirigía por primera vez. La obra se estrenó el 13 de abril de 1966 (día en que el escritor cumplía sesenta años). La transmisión estuvo a cargo de la Süddeutscher Rundfunk, en Stuttgart.
Una producción estadounidense de Eh Joe fue dirigida por Alan Schneider, colaborador frecuente de Beckett, producida por Glenn Jordan y transmitida por PBS WNDT, el 18 de abril de 1966. 
La primera grabación en inglés fue demorada hasta el 4 de julio de 1966 y, finalmente, puesta al aire por BBC2, Joe (Jack al comienzo del primer borrador del texto original) fue interpretado por Jack MacGowran, en el que Beckett pensó para el papel mientras escribía la obra, y Siân Phillips fue la voz de la mujer. Beckett había pedido que la voz en off fuera la de Billie Whitelaw, pero la actriz tenía otro compromiso. Alan Gibson fue el director.
La primera publicación en libro, basada en el texto mecanografiado con número 3, llevó como título Eh Joe and Other Writings. Fue publicada por Faber & Faber en 1967.
La obra ha sido representada en teatro, interpretada por actores como Michael Gambon y Liam Neeson.